# KaPiGraf
KaPiGraf je jednoduchý software na zobrazení dat v podobě grafu pro operační systém Microsoft Windows, lze jej však „emulovat“ i na Linuxu pomocí Wine.

## Výčet hlavních vlastností
Program slouží k rychlému zobrazení uživatelských dat do podoby grafu. Hlavní vlastností je jednoduchost, rychlost a možnost zobrazit velké množství dat do grafu. 
Zobrazený graf lze dále upravovat, zoomovat, posunovat, filtrovat, tisknout, exportovat z a do Microsoft Excel a další.
Program nevyžaduje instalaci, je malý a přenosný.
Umožňuje porovnávat více datových souborů do jednoho grafu.
Další možností je využít příkazového řádku při spuštění programu a nechat zobrazit graf z Vašich vlastních programů.

## Vývoj a licence
Program je šířen jako freeware, pro nekomerční použití je bezplatný. Pro komerční použití vyžaduje registraci.